# Маунт Гилијад (Северна Каролина)
Маунт Гилијад (енгл. Mount Gilead) град је у америчкој савезној држави Северна Каролина.

## Демографија
По попису из 2010. године број становника је 1.181, што је 208 (-15,0%) становника мање него 2000. године.
| Група             | 2000.       | 2010.       |
| Белци             | 639 (46,0%) | 484 (41,0%) |
| Афроамериканци    | 695 (50,0%) | 661 (56,0%) |
| Азијати           | 30 (2,2%)   | 8 (0,7%)    |
| Хиспаноамериканци | 8 (0,6%)    | 14 (1,2%)   |
| Укупно            | 1.389       | 1.181       |